# Orthiopteris ferulacea
Orthiopteris ferulacea là một loài thực vật có mạch trong họ Dennstaedtiaceae. Loài này được (T. Moore) Copel. miêu tả khoa học đầu tiên.